# 委视电视台
委视电视台（西班牙語：Venevisión） 是西斯内罗斯集团旗下的委内瑞拉地面电视网络。它由迭戈·西斯内罗斯（Diego Cisneros） 于1961年3月1日创立。
委视电视台是最大的肥皂劇製作商之一，并与 特莱维萨、特萊蒙多、环球电视网、卡拉科尔電視公司、RCN電視公司等电视公司具有相同地位。